# Dogger-föld

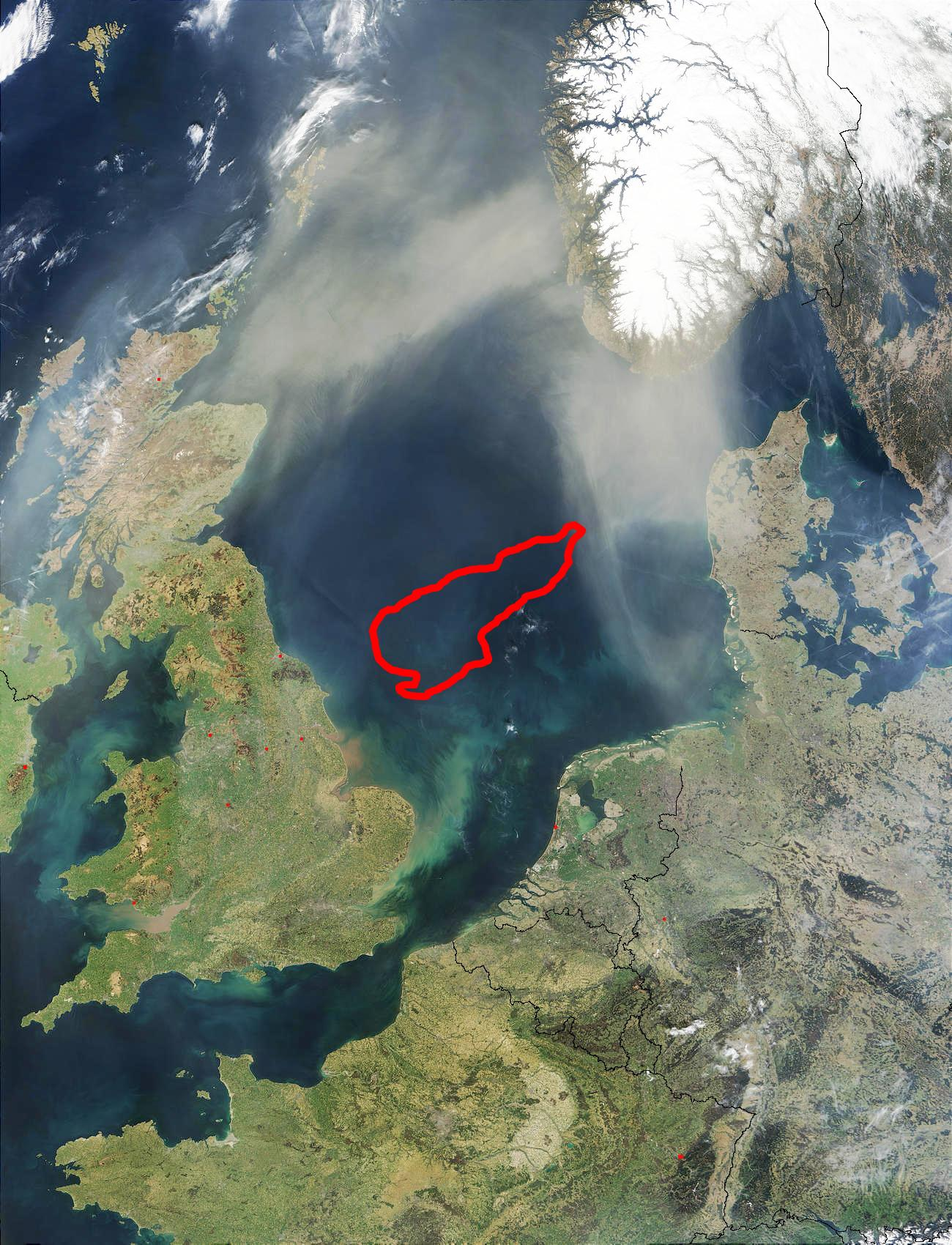
Az Északi-tenger műholdfelvételen, pirossal jelölve a Dogger-pad

A Dogger-föld – avagy Doggerland – egy földterület megjelölése, mely a legutóbbi eljegesedés (Würm-glaciális) során összefüggő földtömeget képezett a Brit-szigetek és a kontinens között, és ahol pár évezreden át közép-kőkori vadászó-gyűjtögető csoportok laktak.

## Elnevezés eredete
A Dogger-föld megnevezés az Északi-tenger egyik nagy kiterjedésű homokpadjából, a Dogger-padból ered (Doggerbank – Doggerland). E homokpad nyugati vége 100 km-re van a brit partoktól, a keleti vége 125 km-re Dániától. E névvel illette Bryony J. Coles archeológus az 1998-ban archeológiailag azonosított, víz alá került szárazföldi területeket.
Az elnevezést már korábban használták Németországban, ahol a nemzetiszocialista ideológusok archeológiai és geológiai bizonyítékok nélkül igyekeztek itt az ideális germán őshazát elhelyezni.

## Topográfia

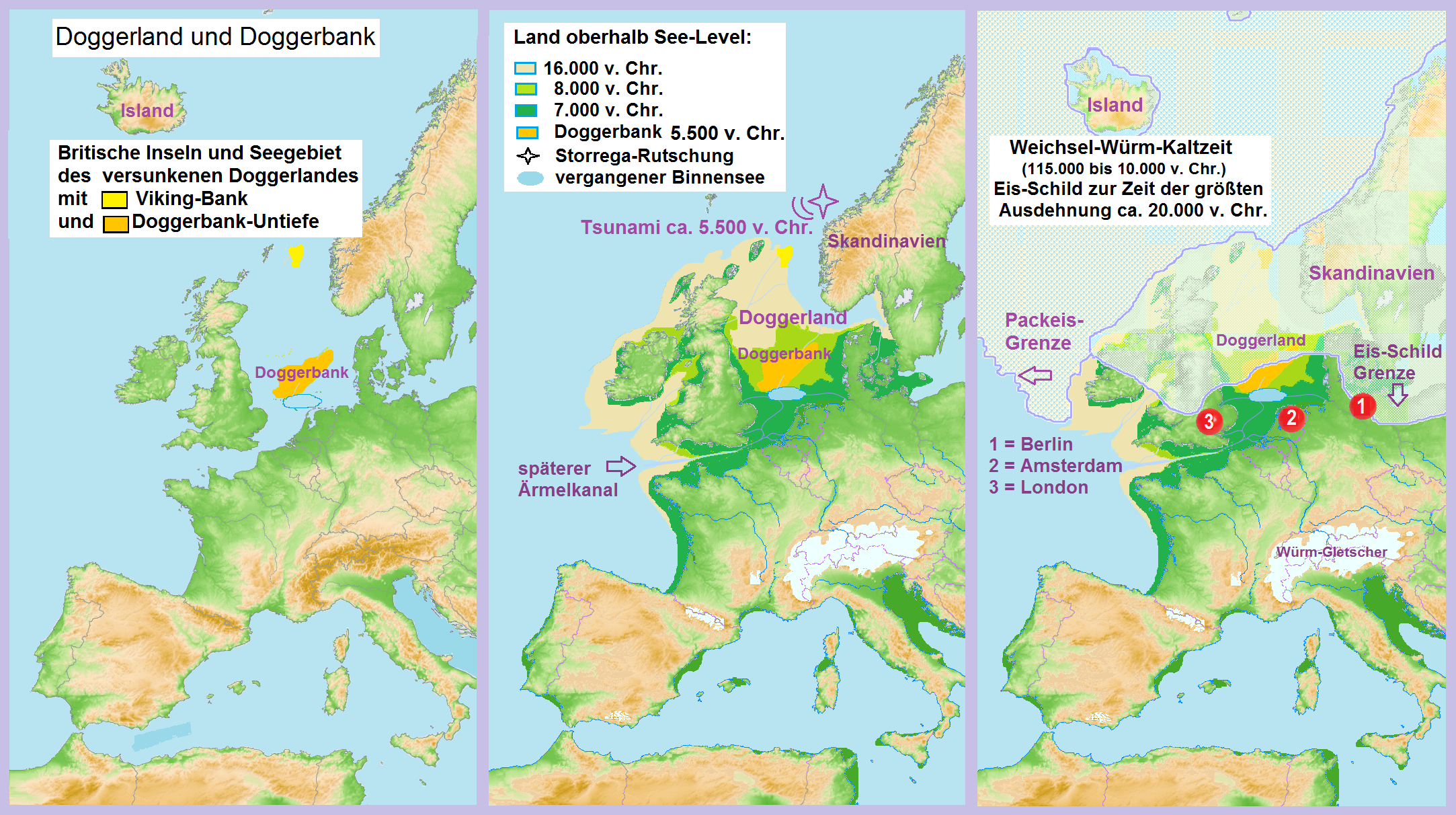
Doggerland és Doggerbank – napjainkban és az utolsó eljegesedés idején

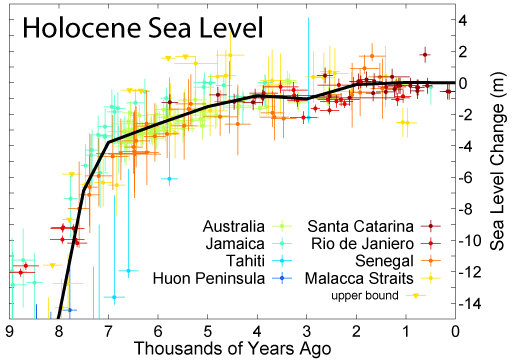
A tengerszint változása az elmúlt 8000 évben

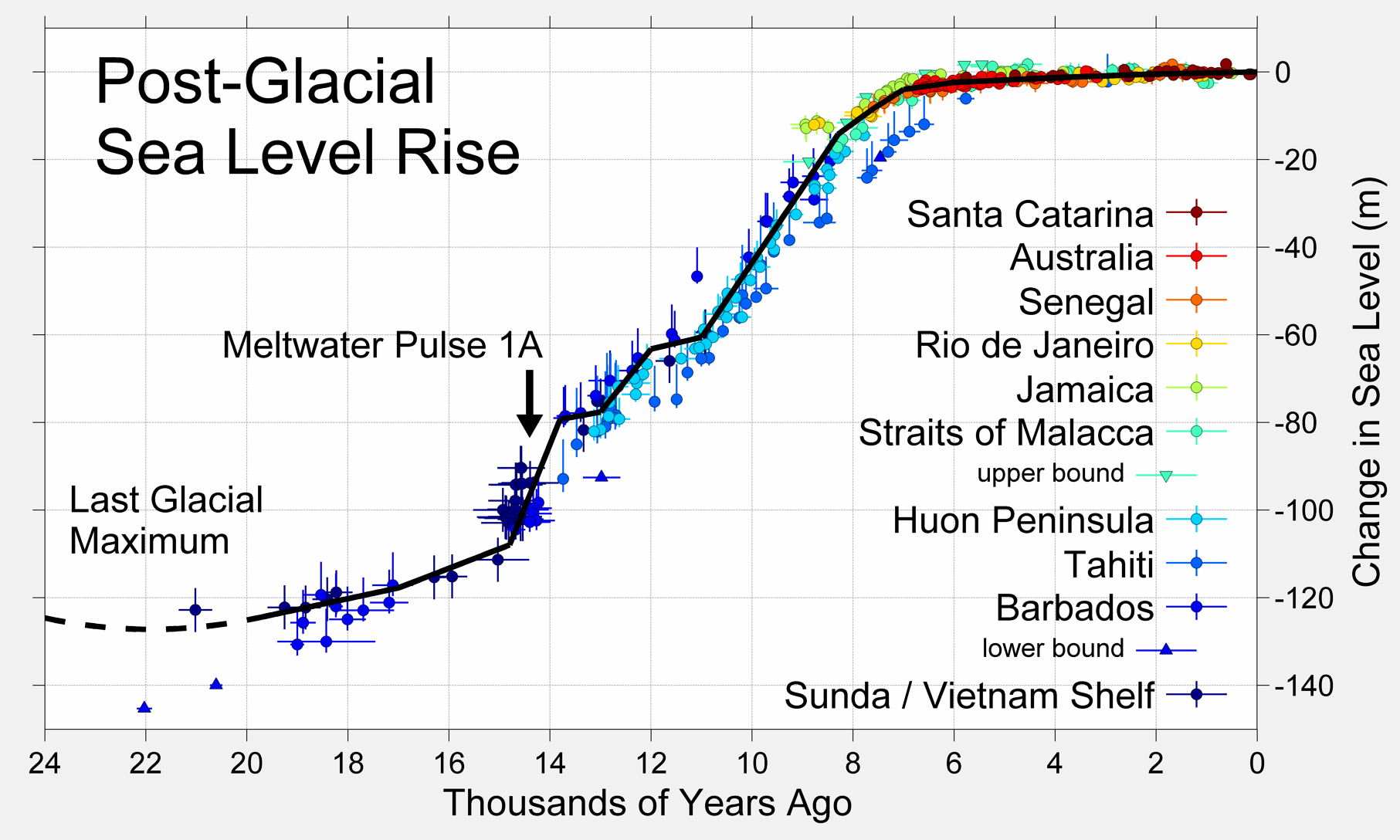
A tengerszint változása az elmúlt évben

A Dogger-föld területe 10 000 éve (Kr. e. 8000 körül) mintegy 23 000 km2 volt és összekötötte a mai Anglia keleti partjait Dániával, Németországgal és Hollandiával.
A pleisztocén kezdetén és a Würm-glaciális előtt a Rajna a Dogger-padtól északra torkollott az Atlanti-óceánba. Erre utalnak a 65 millió évvel ezelőtti kőzetliszt lerakódások a kainozoikum idejéből Kelet-Anglia területén. A  legutóbbi eljegesedés során az Északi-tenger Dogger-pad és La Manche közötti déli részét beltenger borította, melybe a Temze, a Maas és a Rajna torkolltak, és ahova gleccserek vize is került. A beltengernek az akkor még szárazon lévő La Manche-on át volt lefolyása az Atlanti-óceán felé, és ez számított akkoriban Európa legnagyobb folyójának.
A Würm-glaciális idején a gleccserek jege hatalmas mennyiségű vizet tartalmazott, aminek következtében a tengerszint 120 méterrel alacsonyabban volt a mainál, és így 12 000 évvel ezelőtt az Északi-tenger déli partvonala 600 km-rel északabbra húzódott. A mai Északi-tenger déli részét a középső kőkorszakban a Dogger-földnek nevezett szárazföldi terület borította. Eddig a területig a Würm-glaciális idején többnyire nem ért el az északi jégtakaró. Permafroszt talajon kialakult tundra borította és a szoliflukció dombos tájat alakított ki. A Würm-glaciális végén a tengerszint még 60 méterrel volt alacsonyabban a mainál, és a partvonal továbbra is a Doggerlandtól északra húzódott, a Brit-szigetek és a kontinens összefüggő szárazföldet képeztek.

### A tengerelöntés
A holocén kezdetekori felmelegedés idején két évezred alatt (kb. 10 000-8000 évvel ezelőtt) a tengerszint 35 méterrel emelkedett (60-ról 25 méterrel alacsonyabbra a maihoz képest), ami nagyjából két centiméteres évenkénti átlagnak felel meg. Ezt a változást az észak-amerikai jégpajzs (laurentiai jégpajzs) összeomlása idézte elő, mely akkor a legnagyobb összefüggő jégtakaró volt az északi féltekén. Ennek következtében a középső holocén során a tengerszint összesen 120 méterrel emelkedett (a jégkorszak legalacsonyabb tengerszintjéhez képest). Ezzel nagy kiterjedésű partvidékek kerültek víz alá és végül kialakult a mai partvonal. Emellett az Atlanti-óceánt határoló egyes medencék is feltöltődtek, ami által peremtengerek jöttek létre.
A gyorsan emelkedő Északi-tenger ellepte a Dogger-föld partjait, míg csak a legmagasabb részei maradtak szárazon, szigeteket képezve. E szigeteket egyes feltételezések szerint mintegy 8200 évvel ezelőtt legalább négy, egymást követő, 8-9 méter magas cunami árasztotta el, melyeket a Storegga földcsuszamlás gerjesztett. A tengerszint emelkedése ezt követően lassabb ütemű volt. A Watt-tenger ugyanebben az időben keletkezett és a létrejötte utáni időkben erősebb tengerszint-emelkedések és csökkenések váltották egymást.
7000 évvel ezelőtt (esetleg még korábban) a dán szigeteket és a Brit-szigeteket a tengervíz emelkedése elválasztotta a kontinenstől egy sor pusztító vihardagály kíséretében.

## A kutatás története

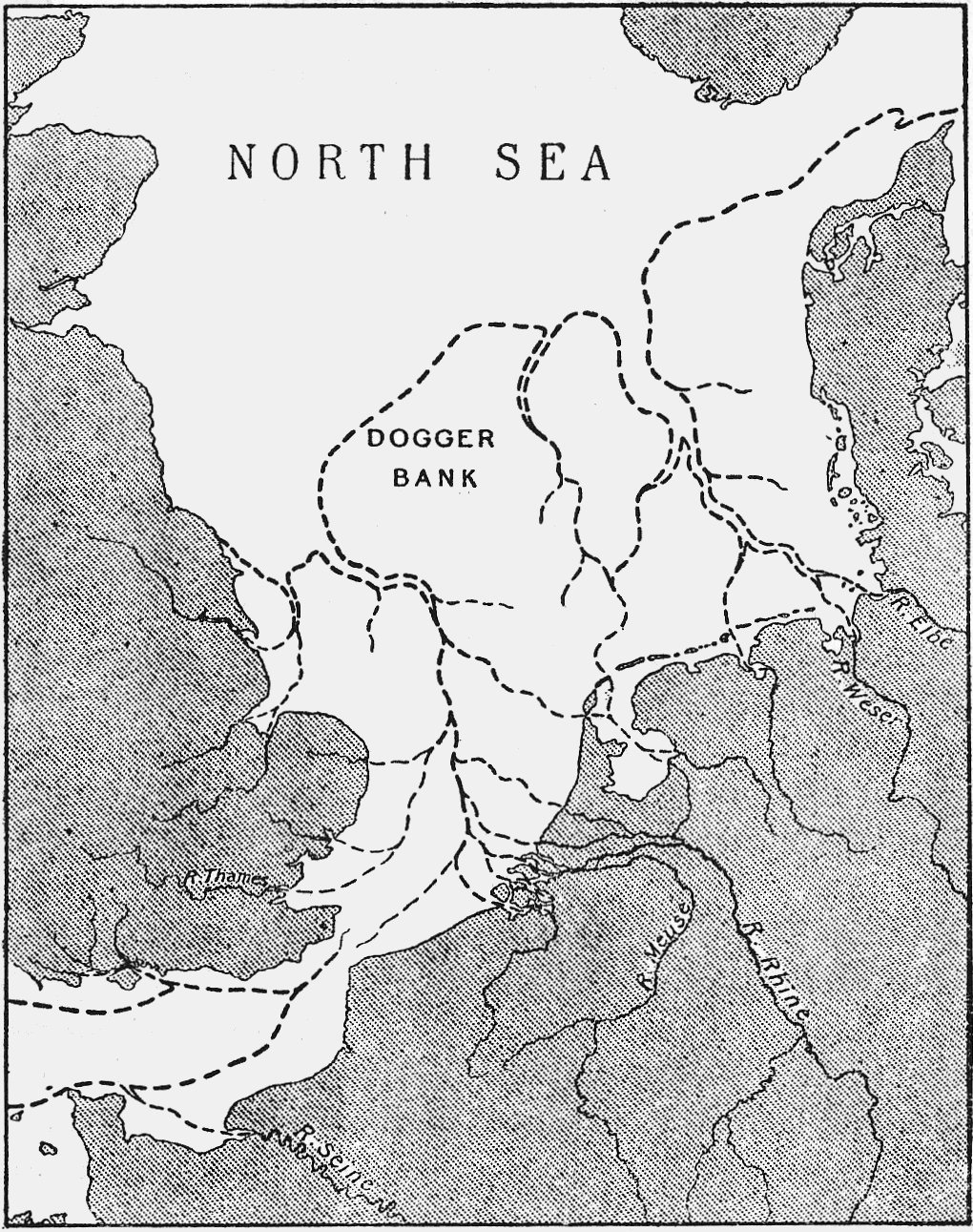
A Doggerland Clement Reid ábrázolásában (1913). A Temze és a Rajna folyásirányát észak felé adja meg. Azóta azonban általánosan elfogadott, hogy legkésőbb a Saale-jégkorszak óta a La Manche irányába folyt.

Korábban már nagy figyelmet keltettek a nagyobb áradások után a dagály által lerakott iszapban visszamaradt fatörzsek. Ezeket a fatörzseket a 20. századig is Noé erdeinek nevezték a britek, és felbukkanásuk számos spekulációra adott alkalmat.
Mióta az Északi-tengeren rendszeressé vált a vontatóhálós halászat, időnként szárazföldi állatok maradványai akadnak beléjük. Clement Reid paleobotanikus a 19. század végén hozzálátott a szokatlan leletek tanulmányozásához, és igyekezett a partvonalat, valamint a folyók medreit rekonstruálni.
1931 szeptemberében halászok a vontatóhálóikban egy nagydarab tőzeget találtak, melyben egy 21,6 cm hosszú, történelem előtti időkből származó, csontból készített és művészien díszített szigony rejlett. A díszítések keletkezését a szénizotópos kormeghatározás alapján Kr. e. 11 740-re teszik.
Bryony J. Coles, az Exeteri Egyetem archeológiai fakultásának magándocense 1998-ban hozta nyilvánosságra a kutatásainak első eredményeit, és indította el a Doggerland Projectet, mely a víz alá került területek további interdiszciplináris kutatását támogatta. Ennek súlypontja az Északi-tenger geológiai vizsgálata, valamint az abból nyert információ interpretációja az őskőkorszaktól az újkőkorszakig terjedően az észak-európai népesség kultúrtörténetének vonatkozásában. Az első eredmény a Doggerland számítógépes modelljének megalkotása volt, következő lépésként pedig a lehetséges lelőhelyek célzott víz alatti archeológiai vizsgálatát készítik elő.
A Birminghami Egyetem 2007-ben a Mapping Doggerland kutatási projektjének keretében a Visual and Spatial Technology Centre (VISTA) munkatársaival együtt egy 23 000 km²-es lapos földtömeg számítógépes képét alkották meg.
A képen láthatóvá vált a folyómedrek szerteágazó hálózata, számos kis tó és egy édesvizet tartalmazó beltenger. A projektek adatait a norvég Petroleum Geo-Services ASA (PGS) cég szolgáltatta, melynek a tengerfenék geofizikai vizsgálata a fő tevékenysége. A Dogger-pad számos folyója közül kirajzolódott az iszap alatt 10 méterrel egykor futó, Fred Shotton után elnevezett folyó medre, valamint az Outer Silver Pit névvel jelölt beltenger, mely később több folyó nagy deltatorkolatává alakult át, és még ma is kivehető az Északi-tenger alján völgyként.
2001-ben egy 40 000 évvel ezelőtt élt neandervölgyi ember koponyájának egy darabja került felszínre a Middeldiepből, a Zeeland partjaitól 16 km-re lévő területről az Északi-tengerben. A leletet 2009-ben kiállították Leidenben.
2011 augusztusában a német kormányzat megbízást adott a bremerhaveni Német Hajózási Múzeumnak (Deutsches Schiffahrtsmuseum) az Északi-tenger archeológiai felmérésére a 12 mérföldes zónán túlmenően is, mivel a tervezett szélparkok területén számos lelőhely veszélyeztetve van.
A brit Királyi Társaság 2012-es nyári összejövetelén bemutatták a Doggerland atlaszát. A térképek szerint a Doggerland jóval nagyobb kiterjedésű, mint eddig gondolták.

## Kultúrtörténeti jelentősége

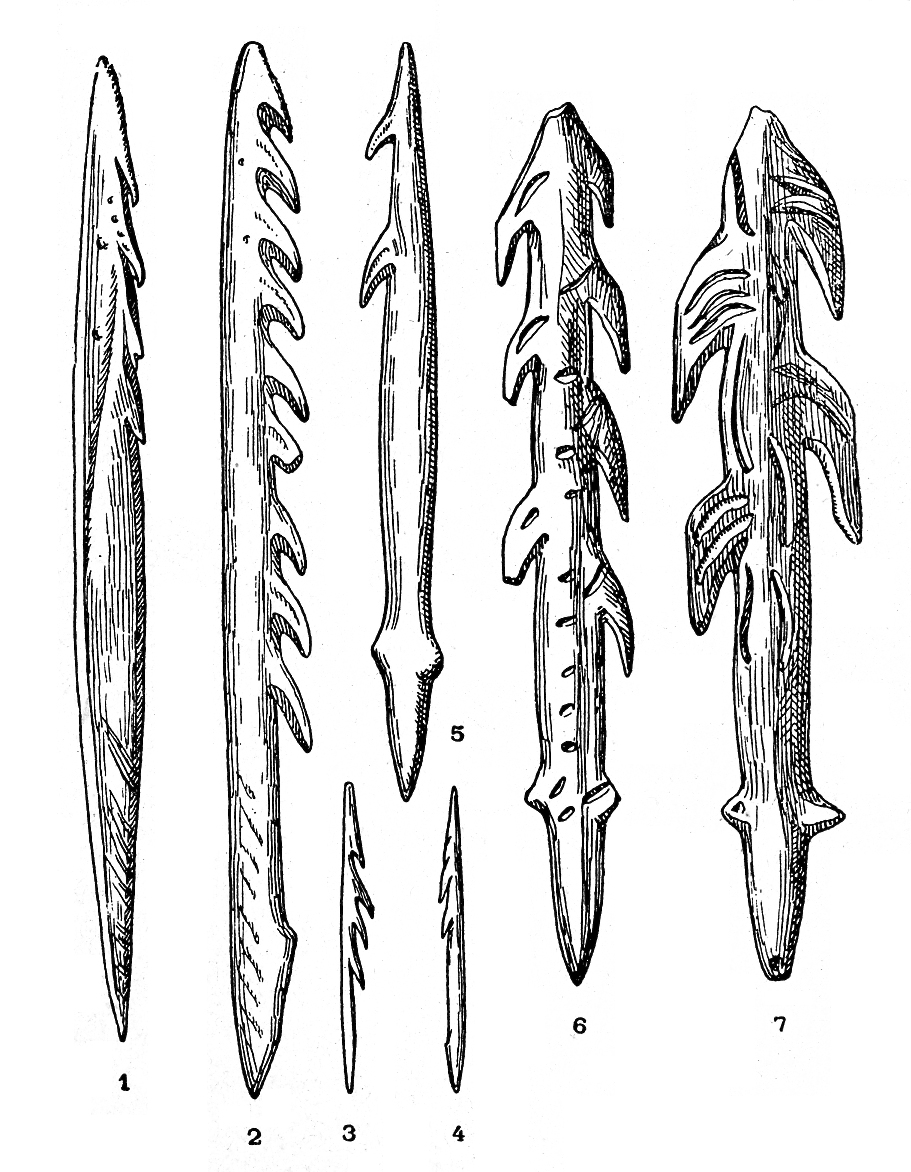
Kőkorszaki szigonyformák a Magdaléni iskola korából (1: Mas d’Azil; 2: Bruniquel; 3, 4, 5: La Madeleine; 6, 7: Lortet)

A középső kőkorszakban élő emberek számára a Dogger-pad egy 90 méter magas, hosszan elnyúló magaslat volt. Az európai kontinensen még a visszahúzódó jégpáncél nyomai voltak láthatók, így e terület a mezolitikum idején, 8000 évvel ezelőttig optimális körülményeket biztosíthatott a megtelepedő emberek számára. A holocén idején történő felmelegedéskor az északra visszaszoruló jégkorszaki tundra növényzetét egyre inkább nyírfák és tűnyalábos fenyők erdősége váltotta fel.
Az eddigi kutatások olyan földterületre engednek következtetni, amely egyes régészeti leletek szerint 8000 éve középső kőkorszaki vadászó-gyűjtögető közösségek által volt lakott.
A tajgához hasonlító vidék a középső kőkorszak idején optimális életfeltételeket biztosított az állatok és növények számára. Különösen a számos folyó és a beltenger partja mentén volt bőséges az élelemforrás, ahol a halászat is jelentős lehetett. A mezolitikum idején a közép-európai emberek az őskőkorszak idején hordákra folytatott vadászattal szemben főként magányos zsákmányállatokra vadásztak, és emellett növényekkel táplálkoztak.
A letelepedési viszonyokat az időszakos lakóhelyek vízpartok és vízfolyások mentén való növekvő koncentráltsága, valamint az egyre inkább hierarchikusan tagozódó társadalmi struktúrák miatt egyre kevésbé a helyváltoztató mozgás jellemezte.
A Dogger-föld mintegy 8000 évvel ezelőtt tűnt el. Előbb a tóparti mezők lettek túl sósak és egyre nyirkosabbak, míg teljesen el nem lepte őket a tenger, és a középső kőkorszaki lakók új otthont kellett keressenek maguknak. A jégkorszaki gleccserek visszahúzódásával a tengerek szintje emelkedni kezdett, így egyrészt a lakható területek zsugorodtak, máshol viszont a jégmezők visszahúzódásával újak keletkeztek.

## Videók
- BBC – Walking with the Beasts (2001)
- BBC Channel 4 – Britains Drowned World – Time Team (2007 április 24.)

## Fordítás
- Ez a szócikk részben vagy egészben  a   Doggerland című német Wikipédia-szócikk fordításán alapul.  Az eredeti cikk szerkesztőit annak laptörténete sorolja fel. Ez a jelzés csupán a megfogalmazás eredetét és a szerzői jogokat jelzi, nem szolgál a cikkben szereplő információk forrásmegjelöléseként.
- Ez a szócikk részben vagy egészben  a   Doggerland című angol Wikipédia-szócikk fordításán alapul.  Az eredeti cikk szerkesztőit annak laptörténete sorolja fel. Ez a jelzés csupán a megfogalmazás eredetét és a szerzői jogokat jelzi, nem szolgál a cikkben szereplő információk forrásmegjelöléseként.

## Linkek
- Xavér és a geomorfológia (magyar)
- A VISTA számítógépes modellezésének prezentációja és eredményei (angol)
- Nature 454, Juli 2008, S. 151–153, Archaeology, Laura Spinney: The lost world (angol)
- The University of Exeter, Department of Archaeology: Doggerland Project (angol)
- University of Birmingham: North Sea Paleolandscapes Archiválva 2009. március 16-i dátummal a Wayback Machine-ben (angol)
- Doggerland on Zinken (holland)
- Doggerland: A project aiming to mark Doggerland on the contemporary map of Europe (angol)